# Sweat (cântec de Hadise)
„Sweat” este un cântec pop al interepretei belgiene Hadise. Piesa a fost lansată ca primul disc single al artistei, fiind inclus pe albumul cu același nume. „Sweat” a debutat pe locul 38 în Flandra și a urcat până pe locul 19.

## Clasamente
| Clasament                 | Poziția maximă | Referință |
| ------------------------- | -------------- | --------- |
| Ultratop 50 Singles Chart | 19             | [ 2 ]     |